# Carl Bodén
Carl Emil Bodén (i riksdagen kallad Bodén i Hjo), född 22 oktober 1872 i Hjo, Skaraborgs län, död där 1 maj 1942, var en svensk fabrikör och politiker (liberal). 
Carl Bodén, som var son till en murare, verkade som fabrikör och möbelhandlare i Hjo, där han också var ordförande i den lokala hantverks- och industriföreningen och vice ordförande i stadsfullmäktige.
Bodén var riksdagsledamot 1922–1928 i andra kammaren för Skaraborgs läns valkrets och tillhörde Frisinnade landsföreningens riksdagsgrupp Liberala samlingspartiet, efter den liberala partisprängningen Frisinnade folkpartiet. I riksdagen var han bland annat suppleant i andra kammarens andra och tredje tillfälliga utskott 1922–1928. Han engagerade sig bland annat för rusdrycksförbud.
Han var gift med kvinnosakskvinnan Gerda Bodén som var ordförande för Föreningen för kvinnans politiska rösträtt i Hjo från 1910 till 1921.